# Nitracija
Nitracija (nitriranje) (prema nitro[-skupina]), u organskoj sintezi, je kemijska reakcija uvođenja nitro-skupine (-NO2) u molekulu organskog spoja.

Nitriranje je jedan od glavnih procesa u organskoj kemijskoj industriji, posebno u proizvodnji bojila, eksploziva, herbicida, polimernih materijala i farmaceutskih proizvoda.

Zamjenom jednoga vodikova atoma nitro-skupinom nastaju nitrospojevi, a esterifikcaijom hidroksilne skupine organski nitrati.

Alkani se nitriraju dušićnom kiselinom ili dučićnim oksidima, a aromati, celuloza, toluen, glicerol i dr. spojevi smjesom sumporne i dušićne kiseline.
Nitro-spojevi su organski spojevi koji sadrže nitro-skupinu, -NO2, vezanu izravno za ugljikov atom, npr. nitrometan (H3C-NO2).

Proizvode se kemijskim nitriranjem, dok njihovom redukcijom, obično željeznom piljevinom u nazočnosti solne kiseline nastaju amini. Nitroceluloza i nitroglicerin, koji sadrže nitro-skupinu vezanu za ugljikov atom preko kisika, nisu nitro-spojevi, nego nitrati, pa se ispravno nazivaju celulozni nitrat i glicerol-trinitrat.
Nitrozo-spojevi su organski spojevi koji sadrže nitrozo-skupinu, -NO, npr. nitrobenzen, C6H5-NO. Nitrozo skupina kromoforna je skupina u nitrozo-bojilima.